# Brillantaisia oligantha
Brillantaisia oligantha är en akantusväxtart som beskrevs av Milne-redhead. Brillantaisia oligantha ingår i släktet Brillantaisia och familjen akantusväxter. Inga underarter finns listade i Catalogue of Life.